# إيسي ساغاوا
إيسي ساغاوا (佐川 一政 ولد في 26 أبريل عام 1949م) والمعروف أيضًا ببانغ هو مجرم ياباني قام بقتل امرأة هولندية تدعى رينيه هارتيفيلت وأكل لحمها في عام 1981م حينما كان في باريس وبعد إطلاق سراحه من السجن أصبح مشهورًا في اليابان ويكسب لقمة عيشه من خلال اهتمام الناس بقصة جريمته.

## نشأته
ولد ساغاوا لأبوين ثريين في مدينة كوبه في محافظة هيوغو في اليابان وحسب ما ذكر فلقد كان خديجًا حيث ولد قبل موعد الولادة وكان صغيرًا بما يكفي ليملأ راحة يد والده ولقد أصيب فور ولادته بالتهاب الأمعاء الدقيقة ولكنه في نهاية المطاف تشافى منه بعد عدة حقن من مصل فيزيولوجي مكون من البوتاسيوم والكالسيوم.
كانت تجربة ساغاوا الأولى في الرغبة بأكل لحوم البشر في السنة الأولى من المرحلة الابتدائية بعدما رأى فخذ رجل
و حينما كان بعمر 23 عامًا تبع امرأة ألمانية طويلة لمنزلها وبعد ذلك اقتحم شقتها بينما كانت نائمة رغبةً منه في أكل لحمها عن طريق تمزيقه والهرب بقطع صغيرة منه ولكنها استيقظت ودفعت به نحو الأرض وبعد ذلك قبضت عليه الشرطة واتهم بمحاولة الاغتصاب حيث لم يعترف للسلطات بنيته الحقيقة وراء هذا الاقتحام
و في عام 1977 هاجر ساغاوا إلى باريس وعمره 28 عامًا من أجل التحضير للدكتوراة في الأدب في جامعة السوربون وصرّح أنه أثناء إقامته في باريس «في كل ليلة تقريبًا أجلب مومسًا لمنزلي وأحاول إطلاق النار عليها ولكن لسبب ما أصابعي تتجمد ولا أستطيع سحب الزناد»

## مقتل رينيه هارتفيلت
دعا ساغاوا زميلته في الجامعة رينيه لعشاء في منزله في يوم 11 يونيو من سنة 1981 م حينما كان يبلغ من العمر32 عامًا بحجة مساعدته في ترجمة الشعر لتكليف يخص الجامعة وخطط لقتلها وأكلها ولقد اختارها بسبب صحتها الجيدة وجمالها وهما الصفتان اللتان يعتقد ساغاوا أنه يفتقر إليهما فهو يصف نفسه بالضعيف والقبيح والقصير (طوله 1.52متر) وادعى أنه يريد أن يمتص طاقتها فلقد كان عمرها 25 عامًا ويبلغ طولها 1.78 متر، بعد أن وصلت رينيه بدأت في قراءة القصائد الشعرية على الطاولة بينما كانت تعطي ساغاوا ظهرها فاطلق عليها رصاصة في رقبتها باستخدام بندقية وقال ساغاوا أنه اغمي عليه جراء الصدمة التي تعرض لها بعد أن أطلق عليها النار ولكنه أفاق وأدرك أنه لابد عليه أن يكمل خطته ولكنه لم يستطع أن يقضم جلدها لذلك غادر شقته ليشتري سكين جزار ولمدة يومين أكل ساغاوا قطع مختلفة من جسد رينيه وحفظ باقي الأجزاء في البراد وبعد ذلك حاول رمي جثتها في بحيرة في غابة بولونيا ولكنه شُوهد وهو يحاول رميها فقبضت عليه الشرطة الفرنسية وعندما قبض عليه كان يحمل حقيبتين تحتويان على قطع من جسد ريني، زود والد ساغاوا الثري ابنه بمحامي حتى يترافع عنه وبعد أن سجن ساغاوا لمدة عامين بدون محاكمة حكم عليه بأنه مجنون وغير مؤهل للمحاكمة طبقًا لرأي القاضي الفرنسي جان لويس بروغيير وأمر أن يوضع في مصحة عقلية لأجل غير مسمى وبعد أن زاره الكاتب إينوهيكو يوموتا نشر قصة القتل التي قام بها ساغاوا في اليابان تحت عنوان (في الضباب) لاحقًا اكتسب ساغاوا شهرةً كبيرةً والتي ساهمت في تغيير قرار السلطات الفرنسية التي أمرت بترحيله لليابان وفور وصوله وضع في مستشفى ماتسوزاوا وفحصه عدة أطباء نفسيين وتوصلوا أنه عاقل ودافعه الوحيد للقتل كان بسبب انحرافه الجنسي ولأن التهم الموجهه له في فرنسا قد أسقطت تم إغلاق وثائق قضيته في المحكمة الفرنسية ولم يتم إعطائها للسلطات اليابانية وبالتالي لا يمكن احتجاز ساغاوا قانونيًا في اليابان وخرج من المستشفى في 12 أغسطس م1986، وظل حرًا ولقد انتقدت حرية ساغاوا المطلقة على نطاق واسع.

## حياته بعد اطلاق سراحه
دُعي ساغاوا كثيرًا بين عامي 1986م و 1997م ليكون ضيفًا متحدثًا ومعلقًا وفي عام 1992م شارك في أحد الأفلام وألّف كتب عن جريمة القتل التي قام بها بالإضافة إلى كتاب شونن-أيه وهو كتاب يتحدث عن جريمة قتل الأطفال التي حدثت عام 1997م في كوبه، قام كذلك بكتابة مراجعات لبعض المطاعم لصالح مجلة سبا اليابانية، ولم يعد ساغاوا يجد ناشرين لمؤلفاته، وكافح حتى يجد وظيفة وكاد أن يُقبل في مدرسة للغة الفرنسية لأن المدير أعجب بشجاعته في استخدام اسمه الحقيقي ولكن الموظفين احتجوا على قبوله فرفضه المدير، وفي عام 2005م توفي والدا ساغاوا ومُنع من حضور جنازتيهما ولكن سدد ديونهما للدائنين وانتقل للسكن في اسكان حكومي، وتلقى إعانات الرعاية الاجتماعية لفترة من الوقت وفي مقابلة مع مجلة فايس في عام 2011م قال:«إنه لعقابٌ فظيع أن تُجبر على كسب لقمة عيشك بينما أنت معروف بأنك قاتل وآكل للحوم البشر».

## وصلات خارجية
- إيسي ساغاوا على موقع IMDb (الإنجليزية)
- إيسي ساغاوا على موقع قاعدة بيانات الفيلم (الإنجليزية)